# Orchidactyla kabyliensis
Orchidactyla kabyliensis là một loài thực vật có hoa trong họ Lan. Loài này được (G. Keller) Aver. mô tả khoa học đầu tiên năm 1986.